# Обліково-видавничий аркуш
А́ркуш обліко́во-видавни́чий — це одиниця вимірювання обсягу власне авторського, а також доданого видавництвом іншого текстового чи ілюстративного матеріалу, куди входить вся службова частина видання, окрім рекламного. За кількісним значенням не відрізняється від авторського аркуша і підраховується так само, але включає додаткові об'єкти підрахунку, які не є наслідком авторської праці: колонцифри (номери сторінок), видавничу анотацію, передмову, зміст, вихідні дані на обкладинці, палітурці, суперобкладинці, спинці, титульному аркуші тощо.
Обсяг друкованого видання зазвичай вказують в умовних друкованих аркушах та обліково-видавничих аркушах. В одному і тому ж друкованому аркуші може вміститися різний обсяг матеріалу залежно від розмірів шрифту, а отже, кількості знаків у рядку, кількості рядків на сторінці, розміру полів тощо.
Обліково-видавничий, як і авторський, аркуш становить 40 тисяч знаків прозового тексту з урахуванням розділових знаків та прогалин між словами, або 700 рядків віршованого тексту, або 3 тисячі см² площі ілюстраційного матеріалу.